# Tamsalu (Tapa)
Tamsalu (Duits: Tamsal) is een stad met 2397 inwoners (2024) in de Estische provincie Lääne-Virumaa, behorend tot de gemeente Tapa. Tussen 2005 en 2017 was het de hoofdplaats van de gemeente Tamsalu. Voor die tijd was Tamsalu een afzonderlijke stadsgemeente.

## Bevolking
De ontwikkeling van het aantal inwoners blijkt uit het volgende staatje:
| Jaar            | 2000 | 2011 | 2017 | 2019 | 2021 | 2023 | 2024 |
| --------------- | ---- | ---- | ---- | ---- | ---- | ---- | ---- |
| Aantal inwoners | 2615 | 2236 | 2152 | 2103 | 2053 | 2404 | 2397 |

De cijfers t/m 2021 zijn exclusief, de cijfers van 2023 en 2024 zijn inclusief Sääse.

## Geschiedenis
Tamsalu kwam tot ontwikkeling toen het in 1876 een station kreeg aan de nieuw geopende spoorlijn van Tapa naar Tartu. In 1954 kreeg de plaats de status van alev (kleine stad), in 1996 kreeg de plaats stadsrechten.
Op 20 september 2021 maakte Jaak Aab, de minister voor Openbaar Bestuur, bekend dat de vlek Sääse, die ten oosten van Tamsalu lag, was opgeheven en bij de stad Tamsalu was gevoegd.